# JabbaWockeeZ
JabbaWockeeZ is een Californische dansgroep die bekend werd door hun optreden in het Amerikaanse programma America’s Got Talent. In 2008 werd de groep winnaar van America’s Best Dance Crew (seizoen 1).

## Carrière
De groep die bestaat uit 6 personen en is opgericht in 2003 door de groepsleden Joe Larot, Kevin Brewer en Phil Tayag. Ze staan bekend om hun unieke choreografie en precieze dans. Tijdens optredens dragen de leden witte maskers en handschoenen.
JabbaWockeeZ begon met lokale optredens in clubs in San Diego en Los Angeles. Het eerste televisieoptreden was tijdens het eerste seizoen van America’s Got Talent, waar ze auditie deden in Dallas, Texas. De groep is uitgeschakeld tijdens de zogenoemde callbacks op 10 juli 2007.
Ze werden uitgeroepen tot winnaar van America’s Best Dance Crew op 27 maart 2008, hetgeen de crew 100.000 dollar opleverde.
Het laatste optreden in het programma was de eerste keer dat de JabbaWockeeZ optrad zonder maskers.
Na de ABDC speelde de groep in verscheidene reclames van Pepsi en Gatorade, er is een cameo gemaakt van de groep in de film Step Up 2: The Streets. De groep is een eigen kledinglijn gestart.

## Filmografie
TV
- 2007: America's Got Talent
- 2008: America's Best Dance Crew op MTV
- 2008: Live with Regis and Kelly
- 2008: The Ellen DeGeneres Show
- 2008: Mi TRL op MTV
- 2008: KUSI
- 2008: Balitang America op TFC
- 2008: Asian Excellence Awards op E!
- 2008: Lakers-Spurs Game 2 in het Staples Center
- 2008: MTV Movie Awards Kort optreden met The Pussycat Dolls
- 2008: America's Best Dance Crew TV promo
- 2008: America's Best Dance Crew Casting Special
- 2008: America's Best Dance Crew Walk It Out met de JabbaWockeeZ en Shane Sparks
- 2008: Adobo Nation op TFC
- 2008: 2008 MuchMusic Video Awards
- 2008: 2008 BET Awards Kort optreden met Ne-Yo
- 2008: MTV Asia Awards 2008
- 2008: Teen Choice Awards 2008 Kort optreden met Chris Brown en ACDC
- 2008: America's Best Dance Crew Battle for the VMAs. Optreden van Super Crew.
- 2009: America's Best Dance Crew
- 2009: 2009 NBA All-Star Game Optreden met Shaquille O'Neal
- 2009: The Quest for G Verschijning in een reclame van Gatorade
- 2009: The Ellen DeGeneres Show
- 2009: This Is SportsCenter reclame
- 2009: 2009 Latin Billboard Music Awards Optreden met Daddy Yankee
- 2009: So You Think You Can Dance gastoptreden
- 2009: Wowowee gastoptreden
- 2009: 106 & Park
- 2009 Dancing with the Stars
- 2011: Shake It Up Chicago

Film
- 2008: Step Up 2: The Streets (cameo verschijning, verwijderde scène)

Music videos
- 2008: Daddy Yankee - Pose
- 2009: DJ Drama - Day Dreaming`
- 2009: Leona Lewis - "Forgive Me"
- 2010: David Guetta & Chris Willis ft Fergie & LMFAO - "Gettin' Over You "

Live
- 2008: Walt Disney 2008 Gradnite
- 2008: America's Best Dance Crew Live Tour met Super Cr3w, Breaksk8, Fanny Pak, en A.S.I.I.D.
- 2009: Full Service Tour met New Kids on the Block
- 2016: NBA Finals Cleveland Cavaliers - Golden State Warriors
- 2017: NBA Finals Cleveland Cavaliers - Golden State Warriors
- 2019: NBA Finals Golden State Warriors - Toronto Raptors